# Gran Premio motociclistico di Germania 1992
Il Gran Premio motociclistico di Germania 1992 fu il settimo appuntamento del motomondiale 1992.
Nell'alternanza dei circuiti utilizzati, quest'anno si svolse sull'Hockenheimring il 14 giugno 1992 e corsero tutte le classi in singolo, oltre ai sidecar.
Le vittorie furono di Michael Doohan in classe 500, Pierfrancesco Chili in classe 250, Bruno Casanova in classe 125 mentre tra i sidecar s'impose l'equipaggio Steve Webster/Gavin Simmons.

## Classe 500
Ritorno alla vittoria dell'australiano Michael Doohan, che già si era imposto nelle prime quattro gare dell'anno, alle sue spalle lo statunitense Kevin Schwantz e l'altro australiano Wayne Gardner. A questo punto della stagione il vantaggio in classifica generale di Doohan sul secondo meglio piazzato, Schwantz, è di 53 punti, mentre sul terzo, Wayne Rainey,  di 65.

### Arrivati al traguardo
| Pos. | Nº | Pilota               | Squadra                   | Motocicletta  | Giri | Tempo     | Griglia | Punti |
| ---- | -- | -------------------- | ------------------------- | ------------- | ---- | --------- | ------- | ----- |
| 1º   | 2  | Michael Doohan       | Rothmans Honda            | Honda         | 18   | 35'57.895 | 1º      | 20    |
| 2º   | 34 | Kevin Schwantz       | Lucky Strike Suzuki       | Suzuki        | 18   | +24.626   | 3º      | 15    |
| 3º   | 5  | Wayne Gardner        | Rothmans Kanemoto Honda   | Honda         | 18   | +35.765   | 6º      | 12    |
| 4º   | 28 | Àlex Crivillé        | Campsa Honda              | Honda         | 18   | +35.943   | 10º     | 10    |
| 5º   | 4  | John Kocinski        | Marlboro Team Roberts     | Yamaha        | 18   | +36.065   | 4º      | 8     |
| 6º   | 7  | Eddie Lawson         | Cagiva Team Agostini      | Cagiva        | 18   | +36.646   | 8º      | 6     |
| 7º   | 12 | Alex Barros          | Cagiva Team Agostini      | Cagiva        | 18   | +37.920   | 7º      | 4     |
| 8º   | 10 | Doug Chandler        | Lucky Strike Suzuki       | Suzuki        | 18   | +38.204   | 5º      | 3     |
| 9º   | 6  | Juan Garriga         | Ducados Yamaha            | Yamaha        | 18   | +42.263   | 9º      | 2     |
| 10º  | 21 | Peter Goddard        | Valvoline Team WCM        | ROC Yamaha    | 18   | +1'10.185 | 13º     | 1     |
| 11º  | 17 | Miguel Duhamel       | Yamaha Motor France Banco | Yamaha        | 18   | +1'15.276 | 15º     |       |
| 12º  | 37 | Juan López Mella     | Nivea For Men Team        | ROC Yamaha    | 18   | +1'36.493 | 23º     |       |
| 13º  | 14 | Dominique Sarron     | ROC Banco                 | ROC Yamaha    | 18   | +1'37.457 | 20º     |       |
| 14º  | 18 | Michael Rudroff      | Rallye Sport              | Harris Yamaha | 18   | +1'37.802 | 21º     |       |
| 15º  | 11 | Eddie Laycock        | Millar Racing             | Yamaha        | 18   | +1'38.940 | 19º     |       |
| 16º  | 26 | Kevin Mitchell       | MBM Racing                | Harris Yamaha | 18   | +1'50.582 | 22º     |       |
| 17º  | 22 | Simon Buckmaster     | Padgett's Motorcycles     | Harris Yamaha | 17   | +1 giro   | 24º     |       |
| 18º  | 23 | Nicholas Schmassmann |                           | ROC Yamaha    | 17   | +1 giro   | 26º     |       |
| 19º  | 15 | Cees Doorakkers      | HEK Racing                | Harris Yamaha | 17   | +1 giro   | 25º     |       |
| 20º  | 25 | Josef Doppler        |                           | ROC Yamaha    | 17   | +1 giro   | 31º     |       |
| 21º  | 30 | Peter Graves         | Peter Graves Racing       | Harris Yamaha | 17   | +1 giro   | 30º     |       |
| 22º  | 24 | Lucio Pedercini      | Paton Grand Prix          | Paton         | 17   | +1 giro   | 27º     |       |

### Ritirati
| Nº | Pilota            | Squadra                   | Motocicletta | Giri | Griglia |
| -- | ----------------- | ------------------------- | ------------ | ---- | ------- |
| 27 | Serge David       |                           | ROC Yamaha   | 16   | 17º     |
| 1  | Wayne Rainey      | Marlboro Team Roberts     | Yamaha       | 11   | 2º      |
| 19 | Niall Mackenzie   | Yamaha Motor France Banco | Yamaha       | 3    | 11º     |
| 33 | Corrado Catalano  | KCS International         | ROC Yamaha   | 3    | 16º     |
| 16 | Marco Papa        | Librenti Corse            | Librenti     | 3    | 29º     |
| 31 | Thierry Crine     | Ville de Paris            | ROC Yamaha   | 2    | 14º     |
| 32 | Toshiyuki Arakaki |                           | ROC Yamaha   | 1    | 18º     |
| 36 | Claude Arciero    | Arciero Racing            | ROC Yamaha   | 0    | 28º     |

### Non partito
| Nº | Pilota       | Squadra        | Motocicletta | Griglia |
| -- | ------------ | -------------- | ------------ | ------- |
| 8  | Randy Mamola | Budweiser Team | Yamaha       | 12º     |

## Classe 250
Per la prima volta nel motomondiale, il podio è composto da tre piloti equipaggiati da moto Aprilia, oltre che tutti italiani: si è imposto Pierfrancesco Chili, davanti a Max Biaggi e Loris Reggiani. Nella classifica del mondiale resta nettamente in testa Luca Cadalora, qui giunto al quarto posto, che ha un vantaggio di 50 punti su Reggiani.

### Arrivati al traguardo
| Pos. | Pilota                    | Motocicletta | Giri | Tempo     | Griglia | Punti |
| ---- | ------------------------- | ------------ | ---- | --------- | ------- | ----- |
| 1º   | Pierfrancesco Chili       | Aprilia      | 16   | 34'00.719 | 4º      | 20    |
| 2º   | Max Biaggi                | Aprilia      | 16   | +0.505    | 1º      | 15    |
| 3º   | Loris Reggiani            | Aprilia      | 16   | +1.017    | 2º      | 12    |
| 4º   | Luca Cadalora             | Honda        | 16   | +21.449   | 5º      | 10    |
| 5º   | Masahiro Shimizu          | Honda        | 16   | +26.447   | 10º     | 8     |
| 6º   | Alberto Puig              | Aprilia      | 16   | +35.819   | 12º     | 6     |
| 7º   | Nobuyuki Wakai            | Suzuki       | 16   | +42.978   | 7º      | 4     |
| 8º   | Herri Torrontegui         | Suzuki       | 16   | +43.165   | 9º      | 3     |
| 9º   | Loris Capirossi           | Honda        | 16   | +46.355   | 6º      | 2     |
| 10º  | Bernd Kassner             | Aprilia      | 16   | +46.747   | 15º     | 1     |
| 11º  | Andreas Preining          | Aprilia      | 16   | +50.981   | 17º     |       |
| 12º  | Jochen Schmid             | Yamaha       | 16   | +58.490   | 11º     |       |
| 13º  | Carlos Lavado             | Gilera       | 16   | +1'09.702 | 8º      |       |
| 14º  | Patrick van den Goorbergh | Aprilia      | 16   | +1'11.929 | 18º     |       |
| 15º  | Harald Eckl               | Aprilia      | 16   | +1'12.184 | 22º     |       |
| 16º  | Katsuyoshi Kozono         | Honda        | 16   | +1'12.440 | 31º     |       |
| 17º  | Adi Stadler               | Honda        | 16   | +1'13.138 | 30º     |       |
| 18º  | Bernard Haenggeli         | Aprilia      | 16   | +1'13.194 | 24º     |       |
| 19º  | Frédéric Protat           | Aprilia      | 16   | +1'19.892 | 25º     |       |
| 20º  | Luis d'Antín              | Honda        | 16   | +1'20.017 | 28º     |       |
| 21º  | Yves Briguet              | Honda        | 16   | +1'20.532 | 32º     |       |
| 22º  | Jean Pierre Jeandat       | Honda        | 16   | +1'21.255 | 29º     |       |
| 23º  | Erkka Korpiaho            | Aprilia      | 16   | +1'49.824 | 27º     |       |
| 24º  | Evren Bischoff            | Aprilia      | 16   | +1'53.880 | 37º     |       |
| 25º  | Volker Bähr               | Honda        | 16   | +1'54.222 | 34º     |       |
| 26º  | Michele Gallina           | Yamaha       | 16   | +1'54.275 | 33º     |       |
| 27º  | Bernard Cazade            | Honda        | 16   | +1'54.322 | 36º     |       |
| 28º  | Renzo Colleoni            | Yamaha       | 15   | +1 giro   | 35º     |       |

### Ritirati
| Pilota                   | Motocicletta | Giri | Griglia |
| ------------------------ | ------------ | ---- | ------- |
| Jurgen van den Goorbergh | Aprilia      | 8    | 26º     |
| Adrian Bosshard          | Honda        | 8    | 23º     |
| Stefan Prein             | Honda        | 6    | 14º     |
| Paolo Casoli             | Yamaha       | 3    | 19º     |
| Eskil Suter              | Aprilia      | 3    | 21º     |
| Jean-Philippe Ruggia     | Gilera       | 2    | 13º     |
| Helmut Bradl             | Honda        | 2    | 3º      |
| Doriano Romboni          | Honda        | 1    | 16º     |

### Non partito
| Pilota        | Motocicletta | Griglia |
| ------------- | ------------ | ------- |
| Carlos Cardús | Honda        | 20º     |

## Classe 125
Il pilota italiano Bruno Casanova ha ottenuto la sua prima vittoria nel motomondiale, precedendo l'altro italiano Fausto Gresini e il tedesco Ralf Waldmann; quest'ultimo resta in testa alla classifica provvisoria del campionato, davanti a Casanova e alla coppia Gresini/Gianola appaiati al terzo posto.

### Arrivati al traguardo
| Pos. | Pilota              | Motocicletta | Tempo     | Griglia | Punti |
| ---- | ------------------- | ------------ | --------- | ------- | ----- |
| 1º   | Bruno Casanova      | Aprilia      | 35'10.817 | 3º      | 20    |
| 2º   | Fausto Gresini      | Honda        | +0.089    | 11º     | 15    |
| 3º   | Ralf Waldmann       | Honda        | +0.308    | 1º      | 12    |
| 4º   | Gabriele Debbia     | Honda        | +0.430    | 4º      | 10    |
| 5º   | Ezio Gianola        | Honda        | +0.643    | 2º      | 8     |
| 6º   | Dirk Raudies        | Honda        | +0.883    | 5º      | 6     |
| 7º   | Alessandro Gramigni | Aprilia      | +1.177    | 8º      | 4     |
| 8º   | Stefan Kurfiss      | Honda        | +24.659   | 19º     | 3     |
| 9º   | Nobuyuki Wakai      | Honda        | +24.731   | 12º     | 2     |
| 10º  | Carlos Giró         | Aprilia      | +25.197   | 15º     | 1     |
| 11º  | Hisashi Unemoto     | Honda        | +25.440   | 16º     |       |
| 12º  | Hans Spaan          | Aprilia      | +50.741   | 20º     |       |
| 13º  | Julián Miralles     | Honda        | +50.829   | 25º     |       |
| 14º  | Alfred Waibel       | Honda        | +51.419   | 23º     |       |
| 15º  | Giovanni Palmieri   | Gazzaniga    | +51.531   | 29º     |       |
| 16º  | Kin'ya Wada         | Honda        | +51.662   | 24º     |       |
| 17º  | Luis Alvaro         | JJ Cobas     | +51.923   | 30º     |       |
| 18º  | Maurizio Vitali     | Gazzaniga    | +52.080   | 35º     |       |
| 19º  | Takao Shimizu       | Honda        | +52.241   | 22º     |       |
| 20º  | Manuel Hernández    | Aprilia      | +52.364   | 28º     |       |
| 21º  | Loek Bodelier       | Honda        | +52.762   | 18º     |       |
| 22º  | Steve Patrickson    | Honda        | +1'15.628 | 33º     |       |
| 23º  | Robin Appleyard     | Honda        | +1'16.389 | 31º     |       |
| 24º  | Oliver Köhlinger    | Honda        | +1'16.761 | 27º     |       |
| 25º  | Arie Molenaar       | Aprilia      | +1'56.964 | 26º     |       |

### Ritirati
| Pilota             | Motocicletta | Griglia |
| ------------------ | ------------ | ------- |
| Oliver Koch        | Honda        | 13º     |
| Oliver Petrucciani | Honda        | 7º      |
| Maik Stief         | Aprilia      | 17º     |
| Kazuto Sakata      | Honda        | 14º     |
| Peter Galvin       | Honda        | 32º     |
| Hubert Abold       | Honda        | 36º     |
| Alain Bronec       | Honda        | 21º     |
| Jorge Martínez     | Honda        | 9º      |
| Peter Öttl         | Rotax        | 6º      |
| Noboru Ueda        | Honda        | 10º     |

## Classe sidecar
Seconda vittoria in due gare per l'equipaggio Steve Webster-Gavin Simmons, che trionfa dopo un duello ravvicinato con gli austriaci Klaus Klaffenböck-Christian Parzer. Ritirati per un guasto Egbert Streuer-Peter Brown; problemi tecnici rallentano anche Rolf Biland-Kurt Waltisperg, solo ottavi dopo essere partiti dalla pole. In classifica Webster è in testa con 40 punti, davanti a Klaffenböck a 30 e a Kumagaya a 20.

### Arrivati al traguardo (posizioni a punti)[5]
| Pos. | Pilota             | Passeggero        | Sidecar     | Tempo     | Punti |
| ---- | ------------------ | ----------------- | ----------- | --------- | ----- |
| 1º   | Steve Webster      | Gavin Simmons     | LCR-ADM     | 34'54"377 | 20    |
| 2º   | Klaus Klaffenböck  | Christian Parzer  | LCR-ADM     | +0"281    | 15    |
| 3º   | Darren Dixon       | Andy Hetherington | LCR-Krauser | +26"219   | 12    |
| 4º   | Yoshisada Kumagaya | Brian Houghton    | LCR-Krauser | +27"250   | 10    |
| 5º   | Ralph Bohnhorst    | Bruno Hiller      | LCR-BRM 405 | +50"688   | 8     |
| 6º   | Paul Güdel         | Charly Güdel      | LCR-Yamaha  | +52"100   | 6     |
| 7º   | Markus Bösiger     | Beat Leibundgut   | LCR-ADM     | +52"613   | 4     |
| 8º   | Rolf Biland        | Kurt Waltisperg   | LCR-Krauser | +52"810   | 3     |
| 9º   | Barry Brindley     | Scott Whiteside   | LCR-Yamaha  | +1'23"864 | 2     |
| 10º  | Derek Brindley     | Nick Roche        | LCR-Krauser |           | 1     |